# Camelots du Roi
La Fédération Nationale des Camelots du Roi, conocida también simplemente como los Camelots du Roi («Militantes del Rey»), fue una organización paramilitar durante la Tercera República Francesa activa entre 1908 y 1936 que operó como las juventudes y fuerza de choque del movimiento de Acción francesa.

## Símbolo
Su símbolo incorporaba una paloma (en referencia a Juana de Arco), una flor de lis (en referencia a la monarquía), dos espadas cruzadas, laureles y espinas.

## Historia
Los camelots fueron fundados el 16 de noviembre de 1908 por Maurice Pujo y Henri Vaugeois. Su acción política no rehuyó la violencia, verbal o física. Liderados por Maurice Pujo y con un reclutamiento centrado en la masa estudiantil, aunque también con elementos de la pequeña burguesía, en sus primeros años tomaron parte en violentas protestas y conflictos callejeros y en el vandalismo de monumentos dreyfusards. Intervinieron en los disturbios de febrero de 1934. Fueron disueltos a efectos legales el 18 de enero de 1936 junto al resto de ligas de extrema derecha.